# Juan Ecolampadio
Johannes Hausschein, Hursgen o Husschin, latinizado como Johannes Œcolampadius y castellanizado como Juan Ecolampadio (Weinsberg, Alemania, 1482 - Basilea, Suiza, 24 de noviembre de 1531) fue un reformador religioso suizo-alemán, cuyo verdadero nombre era Hussgen o Heussgen. Después cambió su nombre por Hausschein (que significa “lámpara de casa”) y luego a su equivalente en griego Œcolampadius.

## Biografía
Nació en Weinsberg, una pequeña ciudad al norte de lo que hoy es Baden-Wurtemberg, pero que entonces era parte del Palatinado. Fue a la escuela en Weinsberg y Heilbronn, y más tarde a la Universidad de Bolonia, con la intención de estudiar Derecho, pero pronto regresó a Heidelberg para cursar estudios de Teología. Entusiasta acerca de la nueva enseñanza, pasó del estudio del griego al del hebreo, ganando su grado de bachiller en 1503. Se convirtió en el predicador de la Catedral en Basilea en 1515, sirviendo bajo el obispado del humanista Christoph von Utenheim.

### Obras
Desde el inicio, los sermones de Ecolampadio se centraron en la doctrina de la expiación, y sus ansias de reforma se revelaron por primera vez en una protesta contra la introducción de historias alegóricas en los sermones de Pascua (De risu paschali, 1518). En 1520 publicó su Gramática Griega. El mismo año recibió una invitación para ser predicador de la Iglesia Alta en Augsburgo. Alemania estaba en llamas con las cuestiones suscitadas por Las 95 tesis de Martín Lutero, y la introducción de Ecolampadio en este ambiente, cuando se volvió el defensor de la posición de Lutero, especialmente en su anónimo Canonici indocti (1519), parece haberle inducido a un serio examen de conciencia, por lo que terminó entrando en la vida monástica. Una corta experiencia le llevó a convencerse de que este no era el ideal de la vida cristiana (“amisi monachum, inveni Christianum” – “He perdido al monje, pero he encontrado al Cristiano”), y en febrero de 1522 se mudó a Ebernburg, cerca de Kreuznach, donde fue capellán de un pequeño grupo de hombres que sostenían las nuevas opiniones que se venían imponiendo bajo el liderazgo de Franz von Sickingen.
Ecolampadio regresó a Basilea en noviembre de 1522, como vicario de San Martín, y en 1523 fue designado lector de la Sagrada Escritura en la Universidad de Basilea. Dando clases sobre Isaías condenó los abusos eclesiásticos de la época, y en una disputa pública (2 de agosto de 1523) obtuvo tanto éxito que Erasmo escribió a Zúrich refiriendo que «Ecolampadio es la mano más alta entre todos nosotros». Se volvió asistente de Ulrico Zuinglio, y tras más de un año de rica predicación y cuatro disputas públicas en que el veredicto popular se volvió a favor de Ecolampadio y sus amigos, las autoridades de Basilea comenzaron a ver la necesidad de la Reforma.
Ecolampadio tuvo por fin la oportunidad de abolir algunas prácticas que él consideraba supersticiosas. Basilea se demoraba mucho en aceptar los ideales de la Reforma. Las noticias sobre la Guerra de los campesinos alemanes y los avances de los anabaptistas evitaron un progreso más acelerado, pero, para 1525, daba la impresión de que las autoridades estaban resueltas a idear un plan para restaurar la pureza del trabajo y la enseñanza.

### Matrimonio
En 1528, Ecolampadio contrajo matrimonio con Wibrandis Rosenblatt, una viuda 22 años menor que él, y la  diferencia de edad con la novia provocó un hervidero de críticas. Incluso el conocido humanista y jurista Bonifacio Amerbach escribió: «Recientemente Ecolampadio ha llevado a casa una esposa. Un hombre avanzado en años, con la cabeza temblorosa, delgado y agotado, como un cadáver viviente. ¿No habría que llamarlo memo?"». Incluso Erasmo de Róterdam escribió sobre el matrimonio de su amigo: «Hace unos días, Ecolampadio se ha casado con una atractiva muchacha. ¡Está ansioso por comer carne tierna después de la Cuaresma!»   En opinión de Ecolampadio, ella era demasiado joven, pero buena cristiana y de familia humilde. Un año después de su matrimonio, escribió a Wolfgang Capito: «Mi esposa es lo que siempre he deseado. Es dócil, poco habladora y buena ama de casa». Capito tomó buena nota, porque años después se casaría con ella. En resumen, Wibrandis era una mujer como querían los antiguos reformadores: muy trabajadora, con pocos conocimientos, obediente y lectora de la Biblia. De este matrimonio nacieron tres hijos.
Tras la muerte de Ecolampadio, Wibrandis se volvió a casar con Wolfgang Fabricius Capito y, después de la muerte de este, con Martín Bucero.

### Disputas
En enero de 1528, Ecolampadio y Zuinglio tomaron parte en la disputa de Berna, que llevó a la adopción de la nueva fe por parte de dicho cantón, y en el año siguiente, a la supresión de la misa en Basilea. En 1529, se convirtió en el Antistes oficial de la Iglesia Reformada en Basilea. Los anabaptistas citaban a Ecolampadio para justificar sus puntos de vista, pero en una disputa con ellos, éste se alejó de la mayoría de las posiciones de aquellos.
Murió el 24 de noviembre de 1531.
Ecolampadio no fue un gran teólogo como Lutero, Ulrico Zuinglio o Juan Calvino, aunque sí fue un líder religioso confiable. Junto con Zuinglio representó a Suiza en la Disputa de Marburgo. Sus posturas sobre la Eucaristía sostenían la interpretación alegórica sobre la interpretación literal de la palabra “cuerpo”, así como la participación de los creyentes en el sacramento más por la salvación de otros que por la propia, aunque luego enfatizó esto como uno de los significados de la gracia en la vida cristiana. Contra la doctrina de Lutero sobre la ubicuidad del Cuerpo de Cristo, opuso la de la presencia y actividad del Espíritu Santo en la iglesia. No desarrolló un profundo análisis de la doctrina de la predestinación como Lutero, Calvino y Zuinglio, contentándose con la máxima “Nuestra Salvación es el Señor; nuestra perdición, nosotros mismos."